# Lawrence (hrabstwo Brown)
Lawrence – miasto w Stanach Zjednoczonych, w stanie Wisconsin, w hrabstwie Brown.